# Artur Szulc (prezydent)
Artur Szulc (ur. 26 września 1890 w Toruniu, zm. 1967 tamże) – mistrz ślusarski, tymczasowy prezydent Torunia we wrześniu 1939 roku.

## Biografia
Urodził się 26 września 1890 roku w Toruniu. Kształcił się w zawodzie ślusarskim. W 1914 roku został zaciągnięty do armii pruskiej. Podczas walk na froncie zachodnim został ciężko ranny. Wrócił do Torunia w 1920 roku. W 1928 roku został wybrany starszym cechu. W 1929 roku został członkiem Pomorskiej Izby Rzemieślniczej w Grudziądzu, a w 1936 r. członkiem Zarządu Izby. Dwa lata później mianowano go komisarycznym prezesem Pomorskiej Izby Rzemieślniczej w Toruniu.
W 1928 roku został radnym Torunia. W 1937 roku zasiadał w Zarządzie Miasta Torunia. Należał do Bractwa Kurkowego oraz organizacji wojskowych i religijnych.
3 września 1939 roku prezydent Torunia Leon Raszeja wyznaczył na swojego następcę Artura Szulca (według innych źródeł, Szulc został mianowany na mocy decyzji wojewody Władysława Raczkiewicza). Jako tymczasowy prezydent miasta Szulc starał się zapobiec zamieszkom w mieście oraz zniszczeniu jego zabudowy. Ze względu na brak pieniędzy w kasie Torunia, 5 września wprowadzono papierowy „pieniądz zastępczy miasta Torunia”, podpisany przez Szulca. Tymczasowe banknoty miały nominały jeden i pięć złotych. Pieniądze wprowadzono do obiegu dwa dni później. Szulc został usunięty ze stanowiska 9 września, gdy Niemcy przejęli władzę nad Toruniem. Władzę w mieście objął Franz Jakob, sprawujący rządy jako nadburmistrz Torunia.
W październiku 1939 roku Szulc został uwięziony w Forcie VII. Został zwolniony z więzienia i przymuszony do pracy w fabryce Bom i Schutze. Zmarł w 1967 w Toruniu. Został pochowany na cmentarzu św. Jerzego.